# Maesa argentea
Maesa argentea là một loài thực vật có hoa trong họ Anh thảo. Loài này được (Wall.) A. DC. mô tả khoa học đầu tiên năm 1841.